# دومینیک برتو
دومینیک برتو (انگلیسی: Dominique Berthaud؛ زادهٔ ۱۲ فوریهٔ ۱۹۵۲) بازیکن فوتبال اهل فرانسه است.
از باشگاه‌هایی که در آن بازی کرده‌است می‌توان به باشگاه فوتبال پاری سن ژرمن اشاره کرد.